# Monegaski
Monegaski, maleni narod u Monaku, oko 5600 pripadnika (2008.). Porijeklom su od romaniziranih Ligura koji su nastanjivali krajeve oko Ligurskog mora u Italiji i Francuskoj. Pripadaju široj ligurskoj skupini koja ima preko 1.900.000 pripadnika u Italiji i Francuskoj. Njihov jezik, govore monegaskim dijalektom (gotovo izumrlim), pripada široj galoitalskoj skupini galoromanskih jezika.
Svoju koloniju njihovi preci (Đenovežani) utemeljili su 1215, a frankomonegaskim ugovorom iz 1861. maleni Monako postaje suverena zemlja u kojoj Monegaski predstavljaju manjinu; 5600 od 33.000 stanovnika Monaka među kojima se brojnošću ističu Francuzi.

## Vanjske poveznice
- Monegasque  Arhivirana inačica izvorne stranice od 5. lipnja 2008. (Wayback Machine)
- Monégasques